# 川俣町
川俣町（日语：／ Kawamata machi */?）是位于福島縣伊達郡的一町。

## 外部連結
- 官方网站 （日語）